# Julien Dulait
Julien Dulait (né le 28 mai 1855 à Gand, dans la province de Flandre-Orientale, en Belgique et mort le 5 juin 1926 à Montigny-le-Tilleul) est un ingénieur électricien et industriel belge de la fin du XIXe et du début du XXe siècle. Il est le fondateur des Ateliers de constructions électriques de Charleroi (ACEC).

## Biographie
Julien Joseph Ghislain Dulait, né le 28 mai 1855 à Gand, est le fils de Jules Dulait, ingénieur métallurgiste originaire de Charleroi, et de Louise De Potter. Il se marie à Charleroi le 5 octobre 1880 avec Marguerite Delbruyère.
Il fait des études à l'Athénée de Charleroi puis d'ingénieur civil des mines à l'Université de Liège dont il sort diplômé en octobre 1876.
Il travaille d'abord dans le laboratoire de son père, rue de Montigny à Charleroi, avant de s'installer dans son propre atelier en 1878 pour y concevoir des turbines hydroélectriques. En 1881, il est également engagé comme ingénieur-conseil par la Compagnie Générale d'Électricité. 
Vu le développement de ses activités industrielles, il déménage ses ateliers à Marcinelle. Avec un groupe d'industriels, il y fonde en 1886 la Société Électricité et Hydraulique, dont il est administrateur-gérant. Il fait profiter l'entreprise de ses inventions et perfectionnements, dont une dynamo, un pandynamomètre[Quoi ?] et le « régulateur Dulait[Quoi ?] » . Grâce à ses nouveaux systèmes, l'éclairage public et privé se répand dans de nombreuses agglomérations urbaines belges et étrangères.
Par ailleurs, la société exécute de nombreux travaux d'envergure en Belgique et à l'étranger, dont la première centrale électrique belge à Charleroi, l'usine centrale d'éclairage de la ville d'Ostende, etc.
Il construit et perfectionne des locomotives électriques spéciales, des électro-pompes, des ascenseurs électriques, des appareils pour la perforation des galeries minières, des tunnels, aqueducs, etc. Il participe, avec sa société, à l'étude du moteur de tramway et installe l'équipement électrique de nombreuses lignes en Belgique (Ostende-littoral) et en France (Dijon).
Autre invention, en collaboration, couronnée par le Prix Ferraris : la traction tangentielle[Quoi ?], résolvant les problèmes de la traction des chemins de fer à grande vitesse et à longues distances.
Il entame à la fin du XIXe siècle une collaboration technique avec la Russie, qui ne se développe pas en raison de la crise industrielle russe.
En 1883, il institue le premier cours d'électricité annexé  à l'École industrielle de Charleroi. Dès la création de l'École Industrielle de Marcinelle en 1897, il fait partie de son conseil d'administration. 
Avec l'aide financière du baron Empain, il fonde en 1904 les Ateliers de constructions électriques de Charleroi (ACEC) qui deviendra un vaste empire industriel qui englobe électricité et hydraulique. Il en est l'administrateur-délégué.
À la suite de son décès le 5 juin 1926, des funérailles ont lieu à l'Église Saint-Christophe de Charleroi et il est inhumé dans le caveau de la famille Dulait au cimetière de Mont-sur-Marchienne.

## Distinctions
- Officier de l'ordre de Léopold (Belgique).
- Chevalier de la Légion d'honneur (France).

## Hommages
Deux rues ont été baptisées « rue Julien Dulait  », l'une à Charleroi et l'autre à Marcinelle.